# 實體形式
形式（英語：Form）是一個在古希腊哲学中的重要概念。其与质料相对应，描述了事物的本质，指“第一实体”。形式与质料作为亚里士多德“实体论”的一部分对后世的哲学产生了重大的影响。

## 形式定义
形式，事物严格意义上的实体，是事物的本质。

## 形式特性
抽象性、表现性、理想性、先验性、可感性。

## 形式词源及发展
形式是一个哲学范畴，源于古代语词根idein，英文可翻译成to see，解释为看，视，与“Morphe”（形状）同义，从字面上理解是指[事物]的感性外观或形状。西方思想一直以来有两种形式观念，一种用来表示人们用眼睛直观看到的具体事物的外观，也就是“现象”，此观点与词源意义相同。另一种是有柏拉图提出的，形式表示人们用自己灵魂的“眼睛”看到的事物的内在结构或可理解形式，也就是“本体”。在柏拉图看来，真正的存在是只有在上界才能发现的，而上界的一切都只是纯形式，这种形式是抽象和内在的，必须通过理性（灵魂之眼）来把握。古希腊的两种形式观构成了西方形式理论的两大支柱。亚里士多德对形式作了进一步分析，在他的“实体论”中，将形式视为构成实体的四因（质料因、动力因、形式因、目的因）之一，并且认为形式是四因中的“本质因”。
近代思想对古希腊形式观进行了改造，将形式主观化。这首先要从康德开始，康德认为事物本身的形式是不可知的，人们只能在自己的认知范围内去认识事物，这样形式就成了先天的认识能力的产物，而不是事物本身所固有的了。后来，在黑格尔总结出：“概念的形式乃是现实事物活生生的精神。现实的事物之所以为真，只是凭借这些形式，通过这些形式，而且在这些形式之内的才是真的。”实际上，黑格尔又重新回到了柏拉图的立场上。

## 对亚里士多德形式之分析
从形式本身来说，包括两部分。一为事物外在的形状，一为内在的结构、组合方式。实际上，这两者为同一。内容如何内在组合，对外就自然有某种表现的形状。这是人们所共知的。从性质上说，有完美的形式和歪曲的形式。这与人相关。形式是关于实体内容和规律的概念。首先探讨内容与形式的关系。内容是实体，是事物本身。形式是内容的抽象表现。二者之间不是一一对应的，而是多个内容对应某一种形式。我们通过对各种事物的考察，可以归纳出一种形式。比如，“天不是地”、“日不是月”，可以共同归纳为“p非q”。内容必须通过某种形式加以表现。形式依附于内容而存在。接下来考察形式与规律的关系。培根认为形式是事物内在的结构规律。形式决定事物。因为培根认为形式就是规律。但是，我们知道杯子是圆柱形的。你如何能够认为是这个圆柱形决定了事物呢？所以我们认为形式知识规律作用于内容得到的一个结果。如果我们遵循规律就会得到一个美的形式。反之，就会有一个歪曲的形式。对美的追求是人的本能。形式基于内容，源于规律。所以它先于我们的日常生活经验和思想观念。对于杯子这个概念从何而来，我们认为是根据客观的、固有的规律得来的。没有形式我们将无法认知事物。形式将我们的认识器官和事物相连。如果一个事物无法被分析为一种形式，我们便无从入手、展开研究。比如我们无法研究上帝，因为上帝根本没有任何可感的部分。

## 形式与质料
亚里士多德在《形而上学》中指出，一个特定事物的实体是来自于形式和质料两者的结合，并且配合该假设提出了“潜在性”和“现实性”的概念。并且指出，“质料’是事物组成的材料，”形式“是每一个事物的个别特征。举例来说，世界上所有的苹果其内在的都是果肉，这就是事物组成的材料，但是从外表来看，每一个苹果又有不同的颜色、大小、形状，是每一个苹果自身具有的，就像”世界上找不到完全相同的两片叶子“一样，这就是每一个事物的个别特征。可以说，质料就是事物的本身，形式即陈述本质的定义。
现实与潜能的关系就是形式与质料的关系。质料是还没实现的潜能，形式是已实现了的现实。举例来说，将一颗种子埋进土里，它作为一个潜在的事物，你知道它会自然地生长，这就是潜能，也可以说是潜在性。当它真正地生根发芽，长出叶子之后，与你想象中的样子是差不多的，也就是大致同于它的潜在性，这就是实在性，也就是现实。但是潜在性可以分为先天带来的以及经由行动或学习得来的，例如一个身体正常的孩子出生之后就可以听见、看见、闻见，这就是先天的潜能；再例如你通过学习学会吹奏长笛，弹奏钢琴，打篮球，这就是经过学习获得的，激发的潜在性。潜在性是为了达成结果才存在的，因此现实性本身就是成果，例如上述的看、听、闻、吹长笛、弹钢琴......它们是作为成果而存在。

## 对后世的影响

### 在康德哲学中的影响
亚里士多德认为“实体”是事物的本源。而在解释实体如何构成时，亚里士多德引入了著名的“四因论”。即是说实体由形式与质料构成。这种理论深深地影响了康德的形而上学。
在康德的先天感性论中，他认为人的先天感性直观形式空间和时间对质料进行安排整理，从而形成现象。而数学则是由纯直观的概念这种质料糅合综合判断这种形式而构成的。
而在先天理智论之中，康德认为自然科学是由作为质料感性直观抽象出来的概念和作为形式的先天理智概念组成。对于自然界来说，各种现象的总和就是质料，而各种具有必然性的纯粹的理智概念即为形式，这种先天的理智界定了作为质料的现象总和，从而形成了自然界。
从以上两个方面可以看到在康德的哲学中明显继承了亚里士多德的质料和形式的理论。同时康德也对亚里士多德的观点进行了更深一步的发展。
康德把形式与质料的理论发展到了逻辑认知的领域。此前亚里士多德的形而上学中的形式质料的讨论局限在探讨实体存在的问题上，而康德的先天感性论和先天理智论都明显地把这一理论延伸到了逻辑认知领域。
另外康德的“形式”也比亚里士多德的更加抽象和更加清晰。亚里士多德的用“本质”来解释形式显得过于模糊。而康德把“形式”描述为空间时间的感性直观形式，以及因果性、可能性等范畴。这些都使得形式质料的关系更加清楚明了。

### 在黑格尔哲学中的影响
在黑格尔这里，他也延续了类似的看法。黑格尔认为我们所得到的概念与规定不是任意作出的，而是事物自己对自己的规定，是由事物的本质决定的。然而他认为不能假定一个先验的世界，因为这样会使得主体与客体都失去自由，认识过程是认识对象形成的过程。而且内容与形式是相统一的，而不是割裂的，我们能够通过深入事物的内部而得到真理的认识，也就是说我们能够认识本质。与康德认为我们的认识不能到达物自体不同，黑格尔拓展了认识的可能性，赋予其无穷的能动性。